# Oktawiusz Radoszkowski
Oktawiusz Wincenty de Burmeister Radoszkowski, (ur. 19 sierpnia 1820 w Łomży, zm. 1 maja?/13 maja 1895) – polski entomolog, badacz błonkoskrzydłych, generał porucznik Armii Imperium Rosyjskiego.
W 1837, po ukończeniu Gimnazjum Zakonu Pijarów w Warszawie, wstąpił do Oficerskiej Szkoły Artylerii w Petersburgu. Uczelnię te ukończył z odznaczeniem, jako najlepszy uczeń. W latach 1845–1850 wykładał w niej geometrię wykreślną i rachunek różniczkowy. Następnie pełnił służbę na Krymie i Kaukazie, w jednostkach artylerii konnej. W 1879, z powodu złego stanu zdrowia, został przeniesiony w stan spoczynku w stopniu generała porucznika. W 1880 powrócił do Warszawy, gdzie zmarł w 1895. Spoczywa na cmentarzu Powązkowskim w Warszawie (kwatera 9-2-1).

## Wybrane publikacje
- Révision armures copulatrices mâles Bombus. Bull soc impér des Naturalistes de Moscou, 60: 51- (1884)
- Rév. armures cop des mâles de Mutillides. Horae soc entom ross 19:3-49 (1885)
- Révision des armures copulatrices des mâles de la tribu des Chrysides. Horae soc. entom. ross. (1888/89)
- Genitalanhänge der Hymenopteren. Biol. Centralb. vol 9: 539 and 543-544 and vol 10: 221-222 (1889-91)
- Essai sur class d Sphégides d‘après la structure des arm. cop. Bull soc impér des Nat de Moscou (1891)